# Josip Radošević
Josip Radošević, né le 3 avril 1994 à Split en Croatie, est un footballeur international croate qui évolue au poste de milieu défensif au Brøndby IF.

## Carrière en club

### Hajduk Split
Radošević a été formé à Hajduk Split, le club de sa ville. Le talentueux milieu de terrain a été promu avec l'équipe professionnelle en novembre 2011. Il joue son premier match le 23 novembre 2011 lors d'une victoire 1-0 contre le NK Zagreb en quarts de finale de Coupe de Croatie. 
Le jeune joueur devient un titulaire récurrent durant la saison 2011/2012 grâce au soutien de son entraîneur qui le connaissait depuis le centre de formation. La saison suivante, c'est un joueur clé de l'effectif, il joue 17 matchs de championnat avant de quitter le club.

### Napoli et prêts
Le 24 janvier 2013, Radošević est prêté au Napoli pour 3 M€. Son prêt prendra fin cet été lorsque la Croatie rentrera dans l'Union européenne afin qu'il ne dispose plus du statut d'extra communautaire.

### Red Bull Salzbourg
Le 31 août 2016, Josip Radošević rejoint le Red Bull Salzbourg pour un contrat d'un an avec deux années en option.

### Hajduk Split
Lors de l'été 2017, Josip Radošević fait son retour au club de ses débuts le Hajduk Split, quatre ans et demi après l'avoir quitté.

### Brøndby IF
Le 27 juillet 2018, Josip Radošević s'engage en faveur du Brøndby IF. Il doit notamment combler un vide au milieu de terrain après le départ de Christian Nørgaard.
Radošević inscrit son premier but pour le club le 10 février 2019, lors d'une rencontre de championnat face au FC Nordsjælland. Il est titularisé et les deux équipes se neutralisent (3-3 score final).
En août 2021, Radošević prolonge son contrat avec Brøndby jusqu'en juin 2025. Ses performances lors de la saison 2021-2022 ne répondent toutefois pas aux attentes alors qu'il est un joueur régulier et le plus gros salaire du club, et un départ est envisagé lors de l'été 2022.

## Sélection nationale
Josip Radošević joue tous les matchs pour la Croatie U17 durant les qualifications pour l'Euro 2011 des moins de 17 ans. 
En août 2012, il est appelé avec les A par Igor Stimac comme alternative au milieu défensif Ognjen Vukojevic. Sa première sélection a lieu le 11 septembre 2012 contre la Belgique (1-1) lors des qualifications pour la Coupe du monde 2014. Il devient le plus jeune joueur croate de l'histoire à porter le maillot de l'équipe nationale.

## Palmarès
- SSC Naples :
  -  Vainqueur de la Coupe d'Italie en 2014.
  - Vainqueur de la Supercoupe d'Italie en 2014.
- Red Bull Salzbourg
  - Championnat d'Autriche en 2017
  - Coupe d'Autriche : Vainqueur  2017

## Statistiques
| Saison                | Club                  | Championnat           | Championnat | Championnat | Coupe(s) nationale(s) | Coupe(s) nationale(s) | Compétition(s) continentale(s) | Compétition(s) continentale(s) | Compétition(s) continentale(s) | Total | Total |
| Saison                | Club                  | Division              | M.          | B.          | M.                    | B.                    | Comp.                          | M.                             | B.                             | M.    | B.    |
| 2011-2012             | Hajduk Split          | Prva HNL              | 7           | 0           | 2                     | 0                     | -                              | -                              | -                              | 9     | 0     |
| 2012-2013             | Hajduk Split          | Prva HNL              | 17          | 0           | 3                     | 0                     | C3                             | 4                              | 0                              | 24    | 0     |
| Sous-total            | Sous-total            | Sous-total            | 24          | 0           | 5                     | 0                     | -                              | 4                              | 0                              | 33    | 0     |
| 2013-2014             | SSC Naples            | Serie A               | 8           | 0           | 1                     | 0                     | -                              | -                              | -                              | 9     | 0     |
| 2014-2015             | SSC Naples            | Serie A               | 1           | 0           | -                     | -                     | -                              | -                              | -                              | 1     | 0     |
| 2014-2015             | HNK Rijeka (prêt)     | Prva HNL              | 16          | 1           | 4                     | 0                     | -                              | -                              | -                              | 20    | 1     |
| 2015-2016             | HNK Rijeka (prêt)     | Prva HNL              | 16          | 1           | 2                     | 0                     | C3                             | 2                              | 0                              | 20    | 1     |
| 2015-2016             | SD Eibar (prêt)       | Liga BBVA             | 3           | 0           | -                     | -                     | -                              | -                              | -                              | 3     | 0     |
| Sous-total            | Sous-total            | Sous-total            | 44          | 2           | 7                     | 0                     | -                              | 2                              | 0                              | 53    | 2     |
| Total sur la carrière | Total sur la carrière | Total sur la carrière | 68          | 2           | 12                    | 0                     | -                              | 6                              | 0                              | 86    | 2     |